# Ariel Ortega
Arnaldo Ariel Ortega (Ledesma, 4 marzo 1974) è un ex calciatore argentino, di ruolo centrocampista.
È soprannominato El burrito (in lingua italiana L'asinello).

## Caratteristiche tecniche
Di ruolo trequartista, poteva giocare anche da ala e da seconda punta. Disponeva di buona tecnica e la sua visione di gioco gli consentiva di fornire assist ai compagni. Era molto bravo in dribbling, a battere le punizioni e nell'effettuare pallonetti.

## Carriera

### Club

Ortega alla Sampdoria nella stagione 1998-1999

Cresciuto calcisticamente nel River Plate, dopo aver esordito in prima squadra nel 1991, a 17 anni, nel corso della stagione successiva colleziona 22 presenze e una rete. Disputa da titolare le seguenti quattro stagioni vincendo tre tornei Apertura e una Coppa Libertadores), con un ruolino complessivo di 144 presenze e 30 reti.
Il 26 febbraio 1997 passa al Valencia, in Spagna, per 1.300 millones de pesetas. Il primo anno disputa 12 partite segnando 7 gol; nel 1997-1998 le partite saranno 17 con 2 marcature. La sua esperienza in terra iberica è stata difficoltosa anche per via di un rapporto non semplice con l'allenatore Claudio Ranieri.
Il 29 luglio 1998 si trasferisce a Genova, sponda blucerchiata. La Sampdoria lo acquista per circa 23 miliardi di lire, rilevando lo stesso contratto che il giocatore aveva in Spagna, oltre due miliardi e mezzo l'anno. In stagione colleziona 27 presenze condite da 8 reti, ed è schierato talvolta come seconda punta e in altri casi dietro la coppia Palmieri-Montella. Il 7 luglio 1999 viene ceduto al Parma per 28 miliardi di lire, squadra con cui gioca 18 partite segnando appena 3 reti.
Il 9 agosto 2000 ritorna al River Plate, che acquista per 5.500.000 dollari il 50% del cartellino. In due stagioni colleziona 56 presenze complessive con 23 gol, coronate dalla conquista del titolo Clausura 2002, al termine delle quali attraversa di nuovo l'oceano e si accasa al Fenerbahçe, in Turchia. Dopo l'avvio con 14 presenze e 5 gol, nel febbraio del 2003 viene convocato dalla Nazionale e vola in Argentina. Riunitosi agli ex-compagni del River, questo viaggio sarà il pretesto per non ripresentarsi più in Turchia. Avendo firmato un contratto quadriennale, viene squalificato dall'UEFA fino al dicembre del 2003 e multato di 11 milioni di dollari per non averlo onorato. Decide così di dare l'addio al calcio.
In seguito, il giocatore riesce a risolvere il contenzioso con la squadra turca e torna in campo nel 2004 (a 19 mesi di distanza dall'ultima partita giocata) questa volta con la maglia del Newell's Old Boys e, dopo 12 anni, porta il Newell's a vincere il torneo Apertura. Per lui 24 presenze e 5 gol. Nella stagione 2005-2006, sempre con la maglia del Newell's, realizza 6 gol in 29 presenze.
La stagione successiva segna nuovamente il ritorno al River Plate con il quale vince il torneo Clausura 2008. Nell'estate del 2008 viene ceduto in prestito all'Independiente Rivadavia, squadra della Segunda Division argentina, anche a causa di problemi con l'alcool. Nell'estate 2009 rientra al River Plate ma, scaricato dall'allenatore Juan José López, il 12 gennaio 2011 passa in prestito all'All Boys. Nell'estate 2011, svincolatosi dopo la retrocessione del River Plate, viene ingaggiato dal Defensores de Belgrano.
Il 9 agosto 2012 l'attaccante argentino annuncia il suo ritiro dal calcio giocato.

### Nazionale

#### Nazionale olimpica
Con la nazionale olimpica arriva in finale ai Giochi olimpici di Atlanta 1996. Nella partita vinta per 3-2 dalla Nigeria, Ortega si procura il calcio di rigore del 2-1 per i sudamericani (gol di Hernán Crespo), decretato da Pierluigi Collina per un fallo commesso da Taribo West.

#### Nazionale maggiore
Con la nazionale maggiore ha disputato tre mondiali: Stati Uniti 1994, Francia 1998 e Corea del Sud-Giappone 2002.
Il commissario tecnico Alfio Basile lo convoca a soli 20 anni per il mondiale statunitense, facendo di Ortega il giocatore più giovane della rosa albiceleste. Debutta nella prima partita del girone, vinta per 4-0 contro la Grecia, dando il cambio all'83' a Diego Armando Maradona.
Nel successivo mondiale in Francia segna una doppietta nel 5-0 alla Giamaica. Nei quarti di finale contro i Paesi Bassi Ortega viene espulso per una testata rifilata al portiere olandese Edwin van der Sar. Due minuti dopo, all'89', Dennis Bergkamp segna il gol del 2-1, che sancisce l'eliminazione dell'Argentina. Nonostante questo episodio negativo, ha comunque disputato un buon Mondiale, fornendo anche alcuni assist.
Nel 2001 l'AFA chiede alla FIFA l'autorizzazione a ritirare la maglia numero dieci della nazionale argentina in onore di Maradona, ma la federazione internazionale respinge la richiesta poiché, in vista del mondiale nippo-coreano dell'anno seguente, la lista dei convocati doveva essere numerata dall'1 al 23: la Federazione argentina annuncia inizialmente che l'avrebbe assegnato al terzo portiere, Roberto Bonano, ma poi alla fase finale del mondiale la maglia viene vestita da Ortega mentre a Bonano viene assegnato il numero 23.
Nel mondiale asiatico Ortega partecipa all'eliminazione nella fase a gironi dell'Argentina, arrivata al torneo con grandi aspettative. Nell'ultima partita contro la Svezia, pareggiata per 1-1, El Burrito si guadagna e si fa parare all'88' da Magnus Hedman un calcio di rigore, successivamente ribattuto in rete da Hernán Crespo; il pareggio non basterà agli argentini, che vengono così eliminati al primo turno.
A sei anni dall'ultima apparizione, il commissario tecnico argentino Maradona lo convoca per un'amichevole contro il Ghana, disputatasi il 30 settembre 2009 a Córdoba e conclusasi con la vittoria dell'Argentina per 2-0, con la doppietta di Martín Palermo; tuttavia, Ortega non scende in campo. L'anno seguente, Maradona convoca Ortega anche per la partita amichevole del 5 maggio contro Haiti, ultimo incontro prima del campionato del mondo 2010 in Sudafrica: a sette anni di distanza, nel frattempo trentaseienne, torna così a vestire la maglia albiceleste partendo titolare insieme al quasi coetaneo Palermo. Successivamente, però, non viene incluso nella lista dei 23 giocatori per la fase finale del mondiale.
Vanta complessivamente 87 presenze e 17 reti con la nazionale argentina.

## Statistiche

### Presenze e reti nei club
| Stagione                 | Squadra                  | Campionato               | Campionato | Campionato | Coppe nazionali | Coppe nazionali | Coppe nazionali | Coppe continentali | Coppe continentali | Coppe continentali | Altre coppe | Altre coppe | Altre coppe | Totale | Totale |
| Stagione                 | Squadra                  | Comp                     | Pres       | Reti       | Comp            | Pres            | Reti            | Comp               | Pres               | Reti               | Comp        | Pres        | Reti        | Pres   | Reti   |
| ------------------------ | ------------------------ | ------------------------ | ---------- | ---------- | --------------- | --------------- | --------------- | ------------------ | ------------------ | ------------------ | ----------- | ----------- | ----------- | ------ | ------ |
| 1991-1992                | River Plate              | PD                       | 14         | 1          | -               | -               | -               | SS+CL              | -                  | -                  | -           | -           | -           | 14     | 1      |
| 1992-1993                | River Plate              | PD                       | 27         | 5          | -               | -               | -               | SS+CL              | 2+5                | 1+0                | -           | -           | -           | 34     | 6      |
| 1993-1994                | River Plate              | PD                       | 29         | 5          |                 | -               | -               | SS                 | 4                  | 0                  | CC          | 7           | 3           | 40     | 8      |
| 1994-1995                | River Plate              | PD                       | 25         | 7          | -               | -               | -               | SS+CL              | 2+6                | 0+1                | -           | -           | -           | 33     | 8      |
| 1995-1996                | River Plate              | PD                       | 23         | 7          | -               | -               | -               | CL+SS+CL           | 4+6+12             | 0+1+2              | -           | -           | -           | 45     | 10     |
| 1996-feb. 1997           | River Plate              | PD                       | 16         | 6          | -               | -               | -               | SS                 | 2                  | 0                  | Cint        | 1           | 0           | 19     | 6      |
| feb.-giu. 1997           | Valencia                 | PD                       | 12         | 7          | CR              | -               | -               | CU                 | -                  | -                  | -           | -           | -           | 12     | 7      |
| 1997-1998                | Valencia                 | PD                       | 20         | 2          | CR              | 3               | 0               | -                  | -                  | -                  | -           | -           | -           | 23     | 2      |
| Totale Valencia          | Totale Valencia          | Totale Valencia          | 32         | 9          |                 | 3               | 0               |                    | 0                  | 0                  |             | -           | -           | 35     | 9      |
| 1998-1999                | Sampdoria                | A                        | 27         | 8          | CI              | 4               | 1               | Int                | -                  | -                  | -           | -           | -           | 31     | 9      |
| 1999-2000                | Parma                    | A                        | 18         | 3          | CI              | 1               | 0               | UCL+CU             | 2+5                | 0                  | SI          | 1           | 0           | 27     | 3      |
| 2000-2001                | River Plate              | PD                       | 27         | 9          | -               | -               | -               | CMS+CL             | 4+8                | 2+1                | -           | -           | -           | 39     | 12     |
| 2001-2002                | River Plate              | PD                       | 29         | 14         | -               | -               | -               | CMS+CL             | 4+6                | 1+1                | -           | -           | -           | 39     | 16     |
| 2002-2003                | Fenerbahçe               | SL                       | 14         | 5          | CT              | -               | -               | UCL+CU             | 2+4                | 0                  | -           | -           | -           | 20     | 5      |
| 2004-2005                | Newell's Old Boys        | PD                       | 24         | 5          | -               | -               | -               | -                  | -                  | -                  | -           | -           | -           | 24     | 5      |
| 2005-2006                | Newell's Old Boys        | PD                       | 29         | 6          | -               | -               | -               | CS+CL              | 1+6                | 0                  | -           | -           | -           | 36     | 6      |
| Totale Newell's Old Boys | Totale Newell's Old Boys | Totale Newell's Old Boys | 53         | 11         |                 | -               | -               |                    | 7                  | 0                  |             | -           | -           | 60     | 11     |
| 2006-2007                | River Plate              | PD                       | 18         | 4          | -               | -               | -               | CS+CL              | 1+2                | 0                  | -           | -           | -           | 21     | 4      |
| 2007-2008                | River Plate              | PD                       | 26         | 4          | -               | -               | -               | CS+CL              | 5+4                | 1+1                | -           | -           | -           | 35     | 6      |
| 2008-2009                | Independiente Rivadavia  | BN                       | 25         | 4          | -               | -               | -               | -                  | -                  | -                  | -           | -           | -           | 25     | 4      |
| 2009-2010                | River Plate              | PD                       | 22         | 3          | -               | -               | -               | CS                 | 2                  | 0                  | -           | -           | -           | 24     | 3      |
| 2010-gen. 2011           | River Plate              | PD                       | 16         | 1          | -               | -               | -               | -                  | -                  | -                  | -           | -           | -           | 16     | 1      |
| Totale River Plate       | Totale River Plate       | Totale River Plate       | 272        | 66         |                 | -               | -               |                    | 79                 | 12                 |             | 8           | 3           | 361    | 80     |
| gen.-giu. 2011           | All Boys                 | PD                       | 12         | 0          | -               | -               | -               | -                  | -                  | -                  | -           | -           | -           | 12     | 0      |
| 2011-2012                | Def. de Belgrano         | BM                       | 27         | 4          | CA              | 1               | 0               | -                  | -                  | -                  | -           | -           | -           | 28     | 4      |
| Totale carriera          | Totale carriera          | Totale carriera          | 480        | 109        |                 | 9               | 1               |                    | 99                 | 12                 |             | 9           | 3           | 597    | 126    |

### Cronologia presenze e reti in nazionale
| Cronologia completa delle presenze e delle reti in nazionale ― Argentina | Cronologia completa delle presenze e delle reti in nazionale ― Argentina | Cronologia completa delle presenze e delle reti in nazionale ― Argentina | Cronologia completa delle presenze e delle reti in nazionale ― Argentina | Cronologia completa delle presenze e delle reti in nazionale ― Argentina | Cronologia completa delle presenze e delle reti in nazionale ― Argentina | Cronologia completa delle presenze e delle reti in nazionale ― Argentina | Cronologia completa delle presenze e delle reti in nazionale ― Argentina |
| Data                                                                     | Città                                                                    | In casa                                                                  | Risultato                                                                | Ospiti                                                                   | Competizione                                                             | Reti                                                                     | Note                                                                     |
| ------------------------------------------------------------------------ | ------------------------------------------------------------------------ | ------------------------------------------------------------------------ | ------------------------------------------------------------------------ | ------------------------------------------------------------------------ | ------------------------------------------------------------------------ | ------------------------------------------------------------------------ | ------------------------------------------------------------------------ |
| 15-12-1993                                                               | Miami                                                                    | Argentina                                                                | 2 – 1                                                                    | Germania                                                                 | Amichevole                                                               | -                                                                        | 89’                                                                      |
| 23-3-1994                                                                | Recife                                                                   | Brasile                                                                  | 2 – 0                                                                    | Argentina                                                                | Amichevole                                                               | -                                                                        | 37’                                                                      |
| 20-4-1994                                                                | Salta                                                                    | Argentina                                                                | 3 – 1                                                                    | Marocco                                                                  | Amichevole                                                               | -                                                                        | 79’                                                                      |
| 31-5-1994                                                                | Tel Aviv                                                                 | Israele                                                                  | 0 – 3                                                                    | Argentina                                                                | Amichevole                                                               | -                                                                        | 85’                                                                      |
| 4-6-1994                                                                 | Zagabria                                                                 | Croazia                                                                  | 0 – 0                                                                    | Argentina                                                                | Amichevole                                                               | -                                                                        | 82’                                                                      |
| 21-6-1994                                                                | Boston                                                                   | Argentina                                                                | 4 – 0                                                                    | Grecia                                                                   | Mondiali 1994 - 1º turno                                                 | -                                                                        | 83’                                                                      |
| 30-6-1994                                                                | Dallas                                                                   | Bulgaria                                                                 | 2 – 0                                                                    | Argentina                                                                | Mondiali 1994 - 1º turno                                                 | -                                                                        | 26’                                                                      |
| 3-7-1994                                                                 | Pasadena                                                                 | Romania                                                                  | 3 – 2                                                                    | Argentina                                                                | Mondiali 1994 - Ottavi di finale                                         | -                                                                        |                                                                          |
| 16-11-1994                                                               | Santiago del Cile                                                        | Cile                                                                     | 0 – 3                                                                    | Argentina                                                                | Amichevole                                                               | -                                                                        | 80’                                                                      |
| 21-12-1994                                                               | Buenos Aires                                                             | Argentina                                                                | 1 – 0                                                                    | Romania                                                                  | Amichevole                                                               | -                                                                        | 82’                                                                      |
| 27-12-1994                                                               | Buenos Aires                                                             | Argentina                                                                | 1 – 0                                                                    | Jugoslavia                                                               | Amichevole                                                               | 1                                                                        |                                                                          |
| 8-1-1995                                                                 | Riyad                                                                    | Giappone                                                                 | 1 – 5                                                                    | Argentina                                                                | Coppa re Fahd 1995 - 1º turno                                            | 1                                                                        | 67’                                                                      |
| 10-1-1995                                                                | Riyad                                                                    | Nigeria                                                                  | 0 – 0                                                                    | Argentina                                                                | Coppa re Fahd 1995 - 1º turno                                            | -                                                                        |                                                                          |
| 13-1-1995                                                                | Riyad                                                                    | Argentina                                                                | 0 – 2                                                                    | Danimarca                                                                | Coppa re Fahd 1995 - 1º turno                                            | -                                                                        |                                                                          |
| 14-2-1995                                                                | Mendoza                                                                  | Argentina                                                                | 4 – 1                                                                    | Bulgaria                                                                 | Amichevole                                                               | -                                                                        | 67’                                                                      |
| 13-5-1995                                                                | Johannesburg                                                             | Sudafrica                                                                | 1 – 1                                                                    | Argentina                                                                | Amichevole                                                               | -                                                                        |                                                                          |
| 31-5-1995                                                                | Córdoba                                                                  | Argentina                                                                | 1 – 0                                                                    | Perù                                                                     | Amichevole                                                               | -                                                                        |                                                                          |
| 22-6-1995                                                                | Mendoza                                                                  | Argentina                                                                | 6 – 0                                                                    | Slovacchia                                                               | Amichevole                                                               | -                                                                        | 71’                                                                      |
| 30-6-1995                                                                | Quilmes                                                                  | Argentina                                                                | 2 – 0                                                                    | Australia                                                                | Amichevole                                                               | -                                                                        | 77’                                                                      |
| 8-7-1995                                                                 | Paysandú                                                                 | Argentina                                                                | 2 – 1                                                                    | Bolivia                                                                  | Coppa America 1995 - 1º turno                                            | -                                                                        | 46’                                                                      |
| 11-7-1995                                                                | Paysandú                                                                 | Argentina                                                                | 4 – 0                                                                    | Cile                                                                     | Coppa America 1995 - 1º turno                                            | -                                                                        |                                                                          |
| 14-7-1995                                                                | Paysandú                                                                 | Stati Uniti                                                              | 3 – 0                                                                    | Argentina                                                                | Coppa America 1995 - 1º turno                                            | -                                                                        | 46’                                                                      |
| 17-7-1995                                                                | Rivera                                                                   | Brasile                                                                  | 2 – 2 dts (4 – 2 dtr)                                                    | Argentina                                                                | Coppa America 1995 - Quarti di finale                                    | -                                                                        | 46’                                                                      |
| 20-9-1995                                                                | Madrid                                                                   | Spagna                                                                   | 2 – 1                                                                    | Argentina                                                                | Amichevole                                                               | 1                                                                        |                                                                          |
| 11-10-1995                                                               | Buenos Aires                                                             | Argentina                                                                | 0 – 0                                                                    | Colombia                                                                 | Amichevole                                                               | -                                                                        | 63’                                                                      |
| 8-11-1995                                                                | Buenos Aires                                                             | Argentina                                                                | 0 – 1                                                                    | Brasile                                                                  | Amichevole                                                               | -                                                                        | 46’                                                                      |
| 21-12-1995                                                               | Mendoza                                                                  | Argentina                                                                | 6 – 0                                                                    | Venezuela                                                                | Amichevole                                                               | -                                                                        |                                                                          |
| 24-4-1996                                                                | Buenos Aires                                                             | Argentina                                                                | 3 – 1                                                                    | Bolivia                                                                  | Qual. Mondiali 1998                                                      | 2                                                                        |                                                                          |
| 2-6-1996                                                                 | Quito                                                                    | Ecuador                                                                  | 2 – 0                                                                    | Argentina                                                                | Qual. Mondiali 1998                                                      | -                                                                        | 71’                                                                      |
| 7-7-1996                                                                 | Lima                                                                     | Perù                                                                     | 0 – 0                                                                    | Argentina                                                                | Qual. Mondiali 1998                                                      | -                                                                        | 89’                                                                      |
| 1-9-1996                                                                 | Buenos Aires                                                             | Argentina                                                                | 1 – 1                                                                    | Paraguay                                                                 | Qual. Mondiali 1998                                                      | -                                                                        |                                                                          |
| 9-10-1996                                                                | San Cristóbal                                                            | Venezuela                                                                | 2 – 5                                                                    | Argentina                                                                | Qual. Mondiali 1998                                                      | 1                                                                        | 88’                                                                      |
| 15-12-1996                                                               | Buenos Aires                                                             | Argentina                                                                | 1 – 1                                                                    | Cile                                                                     | Qual. Mondiali 1998                                                      | -                                                                        |                                                                          |
| 28-12-1996                                                               | Mar del Plata                                                            | Argentina                                                                | 2 – 3                                                                    | Jugoslavia                                                               | Amichevole                                                               | -                                                                        |                                                                          |
| 12-1-1997                                                                | Montevideo                                                               | Uruguay                                                                  | 0 – 0                                                                    | Argentina                                                                | Qual. Mondiali 1998                                                      | -                                                                        |                                                                          |
| 12-2-1997                                                                | Barranquilla                                                             | Colombia                                                                 | 0 – 1                                                                    | Argentina                                                                | Qual. Mondiali 1998                                                      | -                                                                        |                                                                          |
| 2-4-1997                                                                 | La Paz                                                                   | Bolivia                                                                  | 2 – 1                                                                    | Argentina                                                                | Qual. Mondiali 1998                                                      | -                                                                        | 51’                                                                      |
| 30-4-1997                                                                | Buenos Aires                                                             | Argentina                                                                | 2 – 1                                                                    | Ecuador                                                                  | Qual. Mondiali 1998                                                      | 1                                                                        |                                                                          |
| 8-6-1997                                                                 | Buenos Aires                                                             | Argentina                                                                | 2 – 0                                                                    | Perù                                                                     | Qual. Mondiali 1998                                                      | -                                                                        | 55’                                                                      |
| 20-7-1997                                                                | Buenos Aires                                                             | Argentina                                                                | 2 – 0                                                                    | Venezuela                                                                | Qual. Mondiali 1998                                                      | -                                                                        | 57’                                                                      |
| 10-9-1997                                                                | Santiago del Cile                                                        | Cile                                                                     | 1 – 2                                                                    | Argentina                                                                | Qual. Mondiali 1998                                                      | -                                                                        |                                                                          |
| 12-10-1997                                                               | Buenos Aires                                                             | Argentina                                                                | 0 – 0                                                                    | Uruguay                                                                  | Qual. Mondiali 1998                                                      | -                                                                        |                                                                          |
| 16-11-1997                                                               | Buenos Aires                                                             | Argentina                                                                | 1 – 1                                                                    | Colombia                                                                 | Qual. Mondiali 1998                                                      | -                                                                        |                                                                          |
| 19-2-1998                                                                | Mendoza                                                                  | Argentina                                                                | 2 – 1                                                                    | Romania                                                                  | Amichevole                                                               | -                                                                        |                                                                          |
| 24-2-1998                                                                | Mar del Plata                                                            | Argentina                                                                | 3 – 1                                                                    | Jugoslavia                                                               | Amichevole                                                               | -                                                                        |                                                                          |
| 15-4-1998                                                                | Gerusalemme                                                              | Israele                                                                  | 2 – 1                                                                    | Argentina                                                                | Amichevole                                                               | -                                                                        | 46’                                                                      |
| 22-4-1998                                                                | Dublino                                                                  | Irlanda                                                                  | 0 – 2                                                                    | Argentina                                                                | Amichevole                                                               | 1                                                                        |                                                                          |
| 29-4-1998                                                                | Rio de Janeiro                                                           | Brasile                                                                  | 0 – 1                                                                    | Argentina                                                                | Amichevole                                                               | -                                                                        | 75’                                                                      |
| 14-5-1998                                                                | Córdoba                                                                  | Argentina                                                                | 5 – 0                                                                    | Bosnia ed Erzegovina                                                     | Amichevole                                                               | 1                                                                        | 83’                                                                      |
| 19-5-1998                                                                | Mendoza                                                                  | Argentina                                                                | 1 – 0                                                                    | Cile                                                                     | Amichevole                                                               | -                                                                        | 80’                                                                      |
| 25-5-1998                                                                | Buenos Aires                                                             | Argentina                                                                | 2 – 0                                                                    | Sudafrica                                                                | Amichevole                                                               | 1                                                                        |                                                                          |
| 14-6-1998                                                                | Tolosa                                                                   | Argentina                                                                | 1 – 0                                                                    | Giappone                                                                 | Mondiali 1998 - 1º turno                                                 | -                                                                        |                                                                          |
| 21-6-1998                                                                | Parigi                                                                   | Argentina                                                                | 5 – 0                                                                    | Giamaica                                                                 | Mondiali 1998 - 1º turno                                                 | 2                                                                        |                                                                          |
| 26-6-1998                                                                | Bordeaux                                                                 | Argentina                                                                | 1 – 0                                                                    | Croazia                                                                  | Mondiali 1998 - 1º turno                                                 | -                                                                        | 36’ 52’                                                                  |
| 30-6-1998                                                                | Saint-Étienne                                                            | Argentina                                                                | 2 – 2 dts (4 – 3 dtr)                                                    | Inghilterra                                                              | Mondiali 1998 - Ottavi di finale                                         | -                                                                        |                                                                          |
| 4-7-1998                                                                 | Marsiglia                                                                | Paesi Bassi                                                              | 2 – 1                                                                    | Argentina                                                                | Mondiali 1998 - Quarti di finale                                         | -                                                                        | 86’                                                                      |
| 31-3-1999                                                                | Amsterdam                                                                | Paesi Bassi                                                              | 1 – 1                                                                    | Argentina                                                                | Amichevole                                                               | -                                                                        | 46’                                                                      |
| 26-6-1999                                                                | Buenos Aires                                                             | Argentina                                                                | 0 – 0                                                                    | Lituania                                                                 | Amichevole                                                               | -                                                                        | 46’                                                                      |
| 11-7-1999                                                                | Ciudad del Este                                                          | Brasile                                                                  | 2 – 1                                                                    | Argentina                                                                | Coppa America 1999 - Quarti di finale                                    | -                                                                        | Ammonizione                                                              |
| 4-9-1999                                                                 | Buenos Aires                                                             | Argentina                                                                | 2 – 0                                                                    | Brasile                                                                  | Amichevole                                                               | -                                                                        | 74’                                                                      |
| 7-9-1999                                                                 | Porto Alegre                                                             | Brasile                                                                  | 4 – 2                                                                    | Argentina                                                                | Amichevole                                                               | 1                                                                        | Ammonizione                                                              |
| 13-10-1999                                                               | Córdoba                                                                  | Argentina                                                                | 2 – 1                                                                    | Colombia                                                                 | Amichevole                                                               | 1                                                                        |                                                                          |
| 17-11-1999                                                               | Siviglia                                                                 | Spagna                                                                   | 0 – 2                                                                    | Argentina                                                                | Amichevole                                                               | -                                                                        | 87’                                                                      |
| 23-2-2000                                                                | Londra                                                                   | Inghilterra                                                              | 0 – 0                                                                    | Argentina                                                                | Amichevole                                                               | -                                                                        | 40’ 90’                                                                  |
| 29-3-2000                                                                | Buenos Aires                                                             | Argentina                                                                | 4 – 1                                                                    | Cile                                                                     | Qual. Mondiali 2002                                                      | -                                                                        | 84’                                                                      |
| 26-4-2000                                                                | Maracaibo                                                                | Venezuela                                                                | 0 – 4                                                                    | Argentina                                                                | Qual. Mondiali 2002                                                      | 2                                                                        | 78’                                                                      |
| 4-6-2000                                                                 | Buenos Aires                                                             | Argentina                                                                | 1 – 0                                                                    | Bolivia                                                                  | Qual. Mondiali 2002                                                      | -                                                                        | 83’                                                                      |
| 29-6-2000                                                                | Bogotà                                                                   | Colombia                                                                 | 1 – 3                                                                    | Argentina                                                                | Qual. Mondiali 2002                                                      | -                                                                        | 88’                                                                      |
| 19-7-2000                                                                | Buenos Aires                                                             | Argentina                                                                | 2 – 0                                                                    | Ecuador                                                                  | Qual. Mondiali 2002                                                      | -                                                                        |                                                                          |
| 26-7-2000                                                                | San Paolo                                                                | Brasile                                                                  | 3 – 1                                                                    | Argentina                                                                | Qual. Mondiali 2002                                                      | -                                                                        | 71’                                                                      |
| 16-8-2000                                                                | Buenos Aires                                                             | Argentina                                                                | 1 – 1                                                                    | Paraguay                                                                 | Qual. Mondiali 2002                                                      | -                                                                        |                                                                          |
| 3-9-2000                                                                 | Lima                                                                     | Perù                                                                     | 1 – 2                                                                    | Argentina                                                                | Qual. Mondiali 2002                                                      | -                                                                        | 73’                                                                      |
| 15-11-2000                                                               | Santiago del Cile                                                        | Cile                                                                     | 0 – 2                                                                    | Argentina                                                                | Qual. Mondiali 2002                                                      | 1                                                                        |                                                                          |
| 20-12-2000                                                               | Los Angeles                                                              | Messico                                                                  | 0 – 2                                                                    | Argentina                                                                | Amichevole                                                               | -                                                                        | 77’                                                                      |
| 28-3-2001                                                                | Buenos Aires                                                             | Argentina                                                                | 5 – 0                                                                    | Venezuela                                                                | Qual. Mondiali 2002                                                      | -                                                                        | 69’                                                                      |
| 25-4-2001                                                                | La Paz                                                                   | Bolivia                                                                  | 3 – 3                                                                    | Argentina                                                                | Qual. Mondiali 2002                                                      | -                                                                        | 61’ 87’                                                                  |
| 15-8-2001                                                                | Quito                                                                    | Ecuador                                                                  | 0 – 2                                                                    | Argentina                                                                | Qual. Mondiali 2002                                                      | -                                                                        | 59’                                                                      |
| 5-9-2001                                                                 | Buenos Aires                                                             | Argentina                                                                | 2 – 1                                                                    | Brasile                                                                  | Qual. Mondiali 2002                                                      | -                                                                        | 46’                                                                      |
| 7-10-2001                                                                | Asunción                                                                 | Paraguay                                                                 | 2 – 2                                                                    | Argentina                                                                | Qual. Mondiali 2002                                                      | -                                                                        | 80’                                                                      |
| 8-11-2001                                                                | Buenos Aires                                                             | Argentina                                                                | 2 – 0                                                                    | Perù                                                                     | Qual. Mondiali 2002                                                      | -                                                                        | 73’                                                                      |
| 14-11-2001                                                               | Montevideo                                                               | Uruguay                                                                  | 1 – 1                                                                    | Argentina                                                                | Qual. Mondiali 2002                                                      | -                                                                        | 46’                                                                      |
| 2-6-2002                                                                 | Kashima                                                                  | Argentina                                                                | 1 – 0                                                                    | Nigeria                                                                  | Mondiali 2002 - 1º turno                                                 | -                                                                        |                                                                          |
| 7-6-2002                                                                 | Sapporo                                                                  | Argentina                                                                | 0 – 1                                                                    | Inghilterra                                                              | Mondiali 2002 - 1º turno                                                 | -                                                                        |                                                                          |
| 12-6-2002                                                                | Rifu                                                                     | Svezia                                                                   | 1 – 1                                                                    | Argentina                                                                | Mondiali 2002 - 1º turno                                                 | -                                                                        |                                                                          |
| 20-11-2002                                                               | Saitama                                                                  | Giappone                                                                 | 0 – 2                                                                    | Argentina                                                                | Amichevole                                                               | -                                                                        | 73’                                                                      |
| 12-2-2003                                                                | Amsterdam                                                                | Paesi Bassi                                                              | 1 – 0                                                                    | Argentina                                                                | Amichevole                                                               | -                                                                        | 63’                                                                      |
| 5-5-2010                                                                 | Neuquén                                                                  | Argentina                                                                | 4 – 0                                                                    | Haiti                                                                    | Amichevole                                                               | -                                                                        | 60’                                                                      |
| Totale                                                                   |                                                                          | Presenze                                                                 | 87                                                                       |                                                                          | Reti                                                                     | 17                                                                       |                                                                          |

| Cronologia completa delle presenze e delle reti in nazionale ― Argentina Olimpica | Cronologia completa delle presenze e delle reti in nazionale ― Argentina Olimpica | Cronologia completa delle presenze e delle reti in nazionale ― Argentina Olimpica | Cronologia completa delle presenze e delle reti in nazionale ― Argentina Olimpica | Cronologia completa delle presenze e delle reti in nazionale ― Argentina Olimpica | Cronologia completa delle presenze e delle reti in nazionale ― Argentina Olimpica | Cronologia completa delle presenze e delle reti in nazionale ― Argentina Olimpica | Cronologia completa delle presenze e delle reti in nazionale ― Argentina Olimpica |
| Data                                                                              | Città                                                                             | In casa                                                                           | Risultato                                                                         | Ospiti                                                                            | Competizione                                                                      | Reti                                                                              | Note                                                                              |
| --------------------------------------------------------------------------------- | --------------------------------------------------------------------------------- | --------------------------------------------------------------------------------- | --------------------------------------------------------------------------------- | --------------------------------------------------------------------------------- | --------------------------------------------------------------------------------- | --------------------------------------------------------------------------------- | --------------------------------------------------------------------------------- |
| 12-3-1995                                                                         | Mar del Plata                                                                     | Argentina olimpica                                                                | 3 – 0                                                                             | Stati Uniti olimpica                                                              | Giochi Panamericani 1995 - 1º turno                                               | 1                                                                                 |                                                                                   |
| 14-3-1995                                                                         | Mar del Plata                                                                     | Argentina olimpica                                                                | 2 – 2                                                                             | Honduras olimpica                                                                 | Giochi Panamericani 1995 - 1º turno                                               | -                                                                                 |                                                                                   |
| 16-3-1995                                                                         | Mar del Plata                                                                     | Argentina olimpica                                                                | 1 – 0                                                                             | Paraguay olimpica                                                                 | Giochi Panamericani 1995 - 1º turno                                               | 1                                                                                 | 89’                                                                               |
| 18-3-1995                                                                         | Mar del Plata                                                                     | Argentina olimpica                                                                | 1 – 0                                                                             | Cile olimpica                                                                     | Giochi Panamericani 1995 - Quarti di finale                                       | -                                                                                 |                                                                                   |
| 21-3-1995                                                                         | Mar del Plata                                                                     | Argentina olimpica                                                                | 3 – 2                                                                             | Honduras olimpica                                                                 | Giochi Panamericani 1995 - Semifinale                                             | -                                                                                 |                                                                                   |
| 24-3-1995                                                                         | Mar del Plata                                                                     | Argentina olimpica                                                                | 0 – 0 d.t.r. (5 – 4 d.c.r.)                                                       | Messico olimpica                                                                  | Giochi Panamericani 1995 - Finale                                                 | -                                                                                 |                                                                                   |
| 18-2-1996                                                                         | Mar del Plata                                                                     | Argentina olimpica                                                                | 6 – 0                                                                             | Ecuador olimpica                                                                  | Pre-Olimpico 1996 - 1º turno                                                      | 1                                                                                 | 64’                                                                               |
| 20-2-1996                                                                         | Mar del Plata                                                                     | Argentina olimpica                                                                | 2 – 1                                                                             | Cile olimpica                                                                     | Pre-Olimpico 1996 - 1º turno                                                      | -                                                                                 |                                                                                   |
| 22-2-1996                                                                         | Mar del Plata                                                                     | Argentina olimpica                                                                | 3 – 0                                                                             | Venezuela olimpica                                                                | Pre-Olimpico 1996 - 1º turno                                                      | -                                                                                 |                                                                                   |
| 1-3-1996                                                                          | Mar del Plata                                                                     | Argentina olimpica                                                                | 2 – 0                                                                             | Uruguay olimpica                                                                  | Pre-Olimpico 1996 - Fase finale                                                   | -                                                                                 | 8’                                                                                |
| 3-3-1996                                                                          | Mar del Plata                                                                     | Argentina olimpica                                                                | 2 – 0                                                                             | Venezuela olimpica                                                                | Pre-Olimpico 1996 - Fase finale                                                   | -                                                                                 |                                                                                   |
| 6-3-1996                                                                          | Mar del Plata                                                                     | Argentina olimpica                                                                | 2 – 2                                                                             | Brasile olimpica                                                                  | Pre-Olimpico 1996 - Fase finale                                                   | -                                                                                 |                                                                                   |
| 20-7-1996                                                                         | Birmingham                                                                        | Stati Uniti olimpica                                                              | 1 – 3                                                                             | Argentina olimpica                                                                | Olimpiadi 1996 - 1º turno                                                         | -                                                                                 | 70’                                                                               |
| 22-7-1996                                                                         | Washington                                                                        | Argentina olimpica                                                                | 1 – 1                                                                             | Portogallo olimpica                                                               | Olimpiadi 1996 - 1º turno                                                         | -                                                                                 |                                                                                   |
| 24-7-1996                                                                         | Birmingham                                                                        | Argentina olimpica                                                                | 1 – 1                                                                             | Tunisia olimpica                                                                  | Olimpiadi 1996 - 1º turno                                                         | 1                                                                                 |                                                                                   |
| 27-7-1996                                                                         | Birmingham                                                                        | Argentina olimpica                                                                | 4 – 0                                                                             | Spagna olimpica                                                                   | Olimpiadi 1996 - Quarti di finale                                                 | -                                                                                 | 75’                                                                               |
| 30-7-1996                                                                         | Athens                                                                            | Argentina olimpica                                                                | 2 – 0                                                                             | Portogallo olimpica                                                               | Olimpiadi 1996 - Semifinale                                                       | -                                                                                 |                                                                                   |
| 3-8-1996                                                                          | Athens                                                                            | Nigeria olimpica                                                                  | 3 – 2                                                                             | Argentina olimpica                                                                | Olimpiadi 1996 - Finale                                                           | -                                                                                 | [ 18 ]                                                                            |
| Totale                                                                            |                                                                                   | Presenze                                                                          | 18                                                                                |                                                                                   | Reti                                                                              | 4                                                                                 |                                                                                   |

## Palmarès

### Club

#### Competizioni nazionali
- Campionato argentino: 7

River Plate: Apertura 1991, Apertura 1993, Apertura 1994, Apertura 1996; Clausura 2002, Clausura 2008
Newell's Old Boys: Apertura 2004
- Supercoppa italiana: 1

Parma: 1999

#### Competizioni internazionali
- Coppa Libertadores: 1

River Plate: 1996

### Nazionale
- Argento olimpico: 1

Atlanta 1996
- Giochi panamericani: 1

1995

### Individuale
- Equipo Ideal de América: 3

1994, 1996, 2001